# Opactwo (województwo mazowieckie)
Opactwo – wieś sołecka w Polsce położona w województwie mazowieckim, w powiecie kozienickim, w gminie Sieciechów. Położona jest przy drodze krajowej 48, około 2 kilometry na północny wschód od Sieciechowa, 15 km na wschód od Kozienic i 91 km na południowy wschód od Warszawy.

## Integralne części wsi
| SIMC    | Nazwa    | Rodzaj    |
| ------- | -------- | --------- |
| 0636070 | Posiołek | część wsi |

W latach 1975–1998 miejscowość administracyjnie należała do województwa radomskiego.
Wieś jest siedzibą rzymskokatolickiej parafii Wniebowzięcia Najświętszej Maryi Panny.

## Klasztor Benedyktynów
W Opactwie znajduje się klasztor benedyktyński, założony przez benedyktynów sprowadzonych prawdopodobnie przez palatyna Sieciecha z Prowansji.
Klasztor posiadał jedną z największych bibliotek w kraju.

## Wspólnoty wyznaniowe
- Parafia Wniebowzięcia Najświętszej Maryi Panny w Opactwie